# Daimothoracodes rugomarginatus
Daimothoracodes rugomarginatus is een keversoort uit de familie Hybosoridae. De wetenschappelijke naam van de soort is voor het eerst geldig gepubliceerd in 2005 door Ocampo.